# Жилко Віктор Федотович
Жилко Віктор Федотович (1 квітня 1941, Жмеринка — 18 жовтня 2022, Київ) — радянський і український художник театру і кіно, кінорежисер, сценарист.

## Біографія
Народився 1 квітня 1941 р. в м. Жмеринка Вінницької області в родині лінгвіста, професора Федота Жилка і письмениці Докії Жмер ((Жилко). Закінчив Київську художню школу ім. Т. Г. Шевченка.
У 1961—1962 рр. вчився в Московському вищому промисловому училищу (Строгановське). Закінчив художній факультет Ленінградського інституту театру, музики і кінематографії (1965, майстерня М.П. Акімова) та режисерський факультет Київського державного інституту театрального мистецтва ім. І. Карпенка-Карого (1973, майстерня М. Мащенка, К. Степанкова).
Працював художником-постановником у театрах Росії (м. Владимир) та України, головним художником навчального театру Київського державного інституту театрального мистецтва ім. І. Карпенка-Карого.
З 1971 р. — художник-постановник Київської кіностудії ім. О. П. Довженка.
З 1975 р. член Спілки кінематографістів України.
Пішов з життя 18 жовтня 2022 року.

## Фільмографія
Художник-постановник:
- «Осяяння» (1971, реж. В. Денисенко, у співавт. з худ. О. Кудрею)
- «Як гартувалась сталь» (1973, т/ф, 6 с, у співавт. з Е. Шейкіним)
- «Ви Петька не бачили?» (1975, реж. В. Попов)
- «Посеред літа» (1975, реж. В. Ілляшенко)
- «Дізнання пілота Піркса» (1980, реж. Марек Пестрак, нагорода «Золотий астероїд» Міжнародного кінофестивалю, Польща)
- «Скарбничка» (1980, т/ф, 2 с, у співавт. з Л. Жилко)
- «Ярослав Мудрий» (1983, реж. Г. Кохан, у співавт. з худ. Л. Жилко)

Режисер-постановник:
- «Київські зустрічі» (1980, новела «Спинись, хвилино!»)
- «Голос пам'яті» (1982, реж. дебют, Мосфільм)
- «Першоцвіт» (1987, худ. фільм)
- «Генеральна репетиція» (1988, 2 с., т/ф про ліцейські роки Миколи Гоголя)

Сценарист:
- «Останній осінній листок» (2005, сценарист, реж. дебют Володимира Жилка — Друга премія в конкурсі короткометражних фільмів Міжнародного кінофестивалю GAFFERS (Global Art Film Festival — Experience and Repertory Sacramento) в Сакраменто (штат Каліфорнія), 2006)
- «Закон війни» (2008, сценарист, режисер Володимир Жилко)